# Plumbon (Ngawen)
Plumbon is een bestuurslaag in het regentschap Blora van de provincie Midden-Java, Indonesië. Plumbon telt 1455 inwoners (volkstelling 2010).